# SPINT2
SPINT2 (англ. Serine peptidase inhibitor, Kunitz type 2) – білок, який кодується однойменним геном, розташованим у людей на короткому плечі 19-ї хромосоми. Довжина поліпептидного ланцюга білка становить 252 амінокислот, а молекулярна маса — 28 228.
| 10         |  | 20         |  | 30         |  | 40         |  | 50         |
| ---------- |  | ---------- |  | ---------- |  | ---------- |  | ---------- |
| MAQLCGLRRS |  | RAFLALLGSL |  | LLSGVLAADR |  | ERSIHDFCLV |  | SKVVGRCRAS |
| MPRWWYNVTD |  | GSCQLFVYGG |  | CDGNSNNYLT |  | KEECLKKCAT |  | VTENATGDLA |
| TSRNAADSSV |  | PSAPRRQDSE |  | DHSSDMFNYE |  | EYCTANAVTG |  | PCRASFPRWY |
| FDVERNSCNN |  | FIYGGCRGNK |  | NSYRSEEACM |  | LRCFRQQENP |  | PLPLGSKVVV |
| LAGLFVMVLI |  | LFLGASMVYL |  | IRVARRNQER |  | ALRTVWSSGD |  | DKEQLVKNTY |
| VL         |  |            |  |            |  |            |  |            |

A: Аланін

C: Цистеїн

D: Аспарагінова кислота

E: Глутамінова кислота

F: Фенілаланін

G: Гліцин

H: Гістидин

I: Ізолейцин

K: Лізин

L: Лейцин

M: Метіонін

N: Аспарагін

P: Пролін

Q: Глутамін

R: Аргінін

S: Серин

T: Треонін

V: Валін

W: Триптофан

Кодований геном білок за функціями належить до інгібіторів протеаз, інгібіторів серинових протеаз. 
Задіяний у такому біологічному процесі, як альтернативний сплайсинг. 
Локалізований у мембрані.